# Jewgeni Anatoljewitsch Romanow
Jewgeni Anatoljewitsch Romanow (russisch Евгений Анатольевич Романов; * 2. November 1988 in Kaliningrad) ist ein russischer Schachspieler, der seit März 2022 für den norwegischen Schachverband spielberechtigt war und seit 2024 für Nordmazedonien gemeldet ist.

## Leben
Romanow studierte an der Baltischen Föderalen Immanuel-Kant-Universität in Kaliningrad Jura.

## Schachkarriere
1998 gewann Romanow die Jugendweltmeisterschaft der Altersklasse U10 in Oropesa del Mar, Jugendeuropameister wurde er 2000 in der Altersklasse U12 in Kallithea (Chalkidiki) und 2002 in der Altersklasse U14 in Peñíscola.
2000 wurde Romanow zum FIDE-Meister ernannt. Im August 2005 erfolgte die Ernennung zum Internationalen Meister, die erforderlichen Normen erreichte Romanow im Februar 2003 beim Aeroflot-Open in Moskau, und bei zwei internationalen Turnieren in Serpuchow im August/September 2004 und Februar 2005. Seit November 2007 trägt Romanow den Titel eines Großmeisters, die erforderlichen Normen erreichte er im August/September 2004 in Serpuchow, im Januar 2007 beim Archipow-Gedenkturnier in Tscheljabinsk und im September 2007 bei der russischen Einzelmeisterschaft in Krasnojarsk. Romanow nahm an den Schach-Weltpokalen 2011 und 2013 teil, scheiterte aber jeweils in der ersten Runde. Bei der Europameisterschaft 2013 in Legnica erreichte er den dritten Platz. Romanow gewann mit dem Euroorient Masters in Nizza 2008, dem Tenkes Kupa in Harkány 2009, dem Festival International des Jeux in Cannes 2012 und dem LGA Cup in Nürnberg 2012 mehrere internationale Turniere.
Zu seinen Trainern gehörten Wladimir Jurkow, Ratmir Cholmow, Sergei Juferow, Juri Balaschow, Josif Dorfman und Waleri Popow.

## Mannschaftsschach
In der russischen Mannschaftsmeisterschaft spielte Romanow 2005 für Debüt-DWGTU aus Wladiwostok, von 2006 bis 2008 für Südural aus Tscheljabinsk, von 2010 bis 2013 für den Sankt Petersburger Verein Michail Tschigorin und 2017 für SDYuSShOR Sankt Petersburg. In der deutschen Schachbundesliga spielte Romanow erstmals in der Saison 2009/10 für den Erfurter SK. Von 2012 bis 2015 spielte er bei den Sportfreunden Katernberg, in der Saison 2015/16 spielt er erneut für den Erfurter SK. In der norwegischen Eliteserien spielte er in der Saison 2012/13 für den Kristiansund SK, seit 2013 spielt er für den Vålerenga Sjakklubb, mit dem er 2016, 2017, 2018 und 2019 Meister wurde. Am European Club Cup nahm Romanow 2012 mit Aschdod, 2015, 2016 und 2018 mit dem Vålerenga Sjakklubb teil.
Für Nordmazedonien nahm Romanow an der Schacholympiade 2024 teil und erreichte am Spitzenbrett 6 Punkte aus 9 Partien.